# Accord Jibril

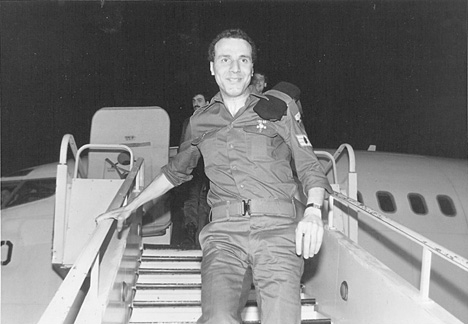
Le prisonnier Hezi Shai revient de captivité dans le cadre de l'accord Jibril

L' accord Jibril est un échange de prisonniers qui a eu lieu le 21 mai 1985 entre le gouvernement israélien, dirigé par Shimon Peres, et le Front populaire de libération de la Palestine-Commandement général dirigé par Ahmed Jibril. Dans le cadre de l'accord, Israël libère 1 150 prisonniers sécuritaires détenus dans les prisons israéliennes en échange de trois prisonniers israéliens (Yosef Grof, Nissim Salem, Hezi Shai) capturés pendant la guerre du Liban. Ces accords sont fortement critiqués par la population israélienne, d'autant qu'un grand nombre de palestiniens prisonniers libérés dans cet accord formeront l'épine dorsale de la direction de la première Intifada, qui éclate moins de trois ans après l'accord.